# Rancate
Rancate est une localité et une ancienne commune suisse du canton du Tessin.

## Histoire

Photo aérienne (1946)

Depuis le 5 avril 2009, l'ancienne commune de Rancate a été intégrée à la commune de Mendrisio comme l'ont été progressivement les anciennes communes de Arzo, Besazio, Capolago, Genestrerio, Ligornetto, Meride, Salorino et Tremona. Son numéro OFS a été le 5262.